# Земляные щитники
Земляные щитники (лат. Cydnidae) — семейство клопов. В умеренном климате встречаются на протяжении всего лета.

## Распространение
Около 750 видов из 6 подсемейств, 27 из них вредители злаков и шесть — арахиса. Встречаются повсевместно, достигая наибольшего видоразнообразия в субтропиках и тропиках. В Северной Америке встречаются 43 вида из 13 родов.

## Экология
Земляные щитники, как следует из названия семейства, живут на поверхности почвы (иногда под опавшими листьями), где питаются корнями растений. Однако, представители рода Sehirus питаются зёрнами мяты (Mentha).

## Палеонтология
Известно 70 ископаемых видов земляных щитников, они были найдены, в частности, в меловом бирманском янтаре (Brevipronotum neli) и мезозойских отложениях Китая.

## Роды
Некоторые роды семейства:
- Adomerus Mulsant & Rey, 1866
- Aethus Dallas, 1851
- Alonips
- Amaurocoris
- Byrsinus Fieber, 1860
- Canthophorus Mulsant & Rey, 1866
- Cephalocteus
- Crocistethus Fieber, 1860
- Cydnus Fabricius, 1803
- Exosehirus
- Fromundus
- Geotomus Mulsant & Rey, 1866
- Legnotus Schioedte, 1848
- Linospa
- Macroscytus Fieber, 1860[6]
- Microporus Uhler, 1872
- Ochetostethus Fieber, 1860
- Peribyssus
- Scaptocoris
- Sehirus Amyot & Serville, 1843
- Singeria
- Stibaropus
- Tritomegas Amyot & Serville, 1843